# Syllepse
Die Syllepse  oder Syllepsis (altgriechisch σύλληψις sýllēpsis „Zusammenfassung“) ist eine rhetorische Figur, die auf einer Worteinsparung beruht (Brachylogie), vergleichbar der Ellipse. Ein einmalig verwendeter Satzteil (Subjekt, Objekt o. ä.) oder eine grammatische Form bzw. Funktion wird in der Syllepse mehrfach in unterschiedlichem Sinne ergänzt, so dass er auch unterschiedliche grammatische Zusammenhänge in Bezug auf Person, Kasus und Genus erzeugt. 
Im Gegensatz zum Zeugma (in jüngerer Terminologie) ist hier eine semantische Unschärfe nicht beabsichtigt, sondern nur eine syntaktische Verkürzung. Die Syllepse war weniger ein Stilmittel der antiken Rhetorik als der Dichtung.
Beispiele sind:
- Ihr sucht euren Vorteil, wir unseren.
- Du kannst lesen – ich denken.

In leicht abweichender, vielleicht älterer Terminologie meint Syllepse eine Figur, wonach in einer Satzverbindung das gemeinschaftliche Verb nur einmal gesetzt wird, obgleich dieses in seinem Sinn lediglich zu dem einen Subjekt passt, bei dem andern aber ein verwandter oder modifizierter Begriff zu ergänzen ist, z. B.
- Die Augen des Herrn sehen auf die Gerechten und seine Ohren auf ihr Schreien. (Psalm 34,16 EU)

Hier wird das ausgelassene hören durch das sinnverwandte sehen vertreten.
In diesem, heute mehr dem Zeugma zugerechneten Sinne wird die Syllepse besonders gerne für grammatisch zwar korrekte, bedeutungsmäßig aber sinnwidrige, in der Regel ironische Formulierungen gebraucht. Dabei benutzt man ein gemeinsames Verb, das formal identisch, bedeutungsmäßig aber polysem ist. Im folgenden ersten Beispiel hat das gemeinsame Verb einschlagen je eine eigentliche wie eine uneigentliche Bedeutung; da die beiden Teilsätze aber einmal die eigentliche und einmal die uneigentliche Interpretation des Verbs verlangen würden, stellt sich ein unlogisches, mithin ironisches Ganzes ein. Auch im zweiten Beispiel käme dem Verb nehmen je eine verschiedene Bedeutung zu, die aber durch die nur einmalige Setzung des Verbs nicht mehr separat zum Ausdruck kommen kann.
- Er schlug die Scheibe und den Weg nach Hause ein.
- Nimm dir Zeit und nicht das Leben.